# Ipheion
Genre
Classification APG III (2009)
Ipheion est un genre de plantes de la famille des Amaryllidacées.

## Liste des espèces
Selon World Checklist of Selected Plant Families (WCSP) (14 mars 2022) :
- Ipheion sessile (Phil.) Traub (1953)
- Ipheion tweedieanum (Baker) Traub (1949)
- Ipheion uniflorum (Graham) Raf. (1837)